# Sint-Pieterskerk (Meerbeke)

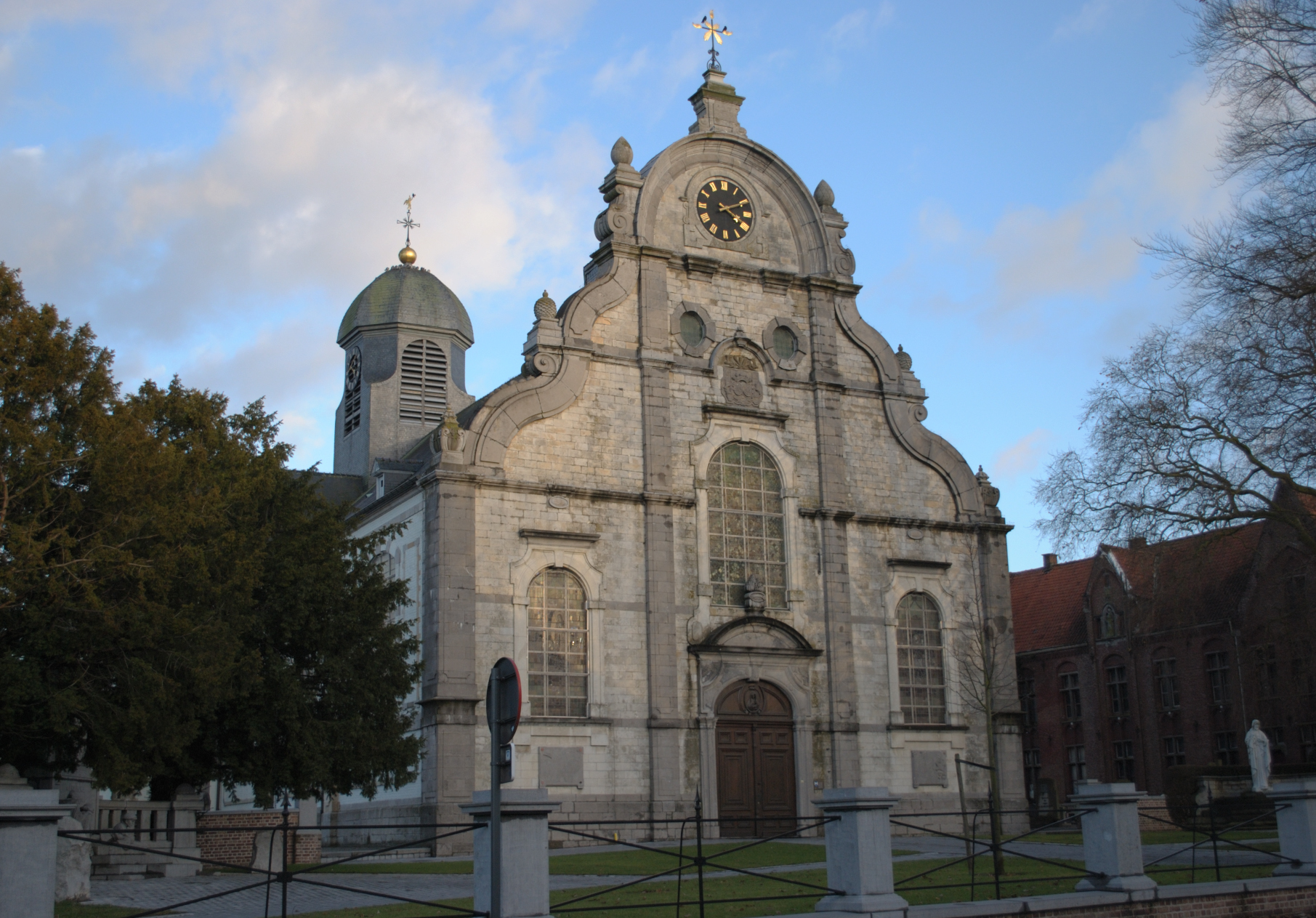
Sint-Pieterskerk

De Sint-Pieterskerk is de parochiekerk van de tot de Oost-Vlaamse gemeente Ninove behorende plaats Meerbeke, gelegen aan de Halsesteenweg 44.

## Geschiedenis
Mogelijk werd omstreeks het jaar 700 al een kerk gesticht in Meerbeke, gewijd aan Sint-Petrus. Volgens een legende zou omstreeks deze tijd Sint-Berlinis te Meerbeke gestorven zijn. Zij zou begraven zijn in de toenmalige Sint-Pieterskerk. Het oudste deel van de huidige kerk is het koor van omstreeks 1250. In de 16e eeuw werd het kerkschip door brand verwoest en in 1642 werd het herbouwd. Omstreeks 1750 werd het kerkschip in barokstijl herbouwd waarbij de voorgevel, in rococostijl, werd opgetrokken in Ledische steen.
In 1806-1807 werd de achthoekige klokkentoren toegevoegd die voorzien is van een helmdak.

## Gebouw
Het betreft een driebeukige kruiskerk met vieringtoren. Het transept is van 1642. Het koor is opgetrokken in Gobertangesteen, de overige delen zijn in baksteen.
De kerk wordt omringd door een kerkhof.

## Interieur
De kerk heeft een classicistisch hoofdaltaar, barokke zijaltaren, de lambrisering van het koor in barokstijl en die van het schip in rococostijl. Het doksaal is in Lodewijk XIV-stijl. Orgel en orgelkast zijn van 1780 en het orgel werd gebouwd door Lambert-Benoît Van Peteghem.
1. mw-subcategories|Mediabestanden]]